# Hadiluwih (Sumberlawang)
Hadiluwih is een bestuurslaag in het regentschap Sragen van de provincie Midden-Java, Indonesië. Hadiluwih telt 4230 inwoners (volkstelling 2010).